# 武井咲
武井咲（日语：／ Takei Emi，1993年12月25日—），日本女演員、模特兒，身高163公分，血型A型，出生於愛知縣名古屋市港區。所屬事務所為奧斯卡傳播。丈夫為放浪兄弟主唱TAKAHIRO。

## 經歷
武井12歲時，參加第11回全日本國民美少女比賽，獲得模特兒部門賞及媒體賞。原本的意願是想當模特兒，中學時向父母表達此一想法。
2006年，在11月號的知名雜誌《Seventeen》非專屬模特兒專欄首次登場，開始了藝能活動；2007年2月號開始成為該雜誌專屬模特兒。2008年，與佐藤亞璃紗、桐谷美玲，以「貓眼三姐妹」名義登上封面。同年2/15號，武井首次單獨登上《Seventeen》的封面。
2010年11月25日，獲得第39回最佳衣著獎，是史上最年輕的得獎者，並在該年開始擔任如資生堂旗下TSUBAKI、可口可樂等知名廠商代言人，在數年中累計廣告合約皆為日本藝人中排名前五。2011年1月於富士電視台月九時段播放的電視劇《教我愛的一切》，武井從800人試鏡中脫穎而出，首次在月九中演出關鍵角色，開始廣為人知，以此劇獲得第68回日劇學院賞最佳女配角。同年4月，主演朝日電視台的電視劇《明日香高工進行曲》，為初次主演作品。
2011年12月，以單曲《戀愛心情》進軍樂壇，並成為Gucci日本區首位代言人。
2012年，首次出演「大河劇」，在《平清盛》裡演出平安時代的美人「常盤御前」一角，以及主演朝日電視台的《W的悲劇》，首次挑戰一人分飾兩角，演出獲得好評。同年8月24日，結束了5年9個月擔任雜誌《Seventeen》專屬模特兒的工作。自2012年的《W的悲劇》之後，至2016年，武井一共接演11部連續劇，其中9部為主演。
2017年，接拍松本清張知名的《黑色筆記本》系列翻拍版，飾演惡女，獲得觀眾及媒體好評。同年亦在全球热卖的动作角色扮演游戏《仁王》中饰演女主角“阿勝”。

## 個人生活
- 名字為本名，名字中的「咲（えみ，emi）」[9]，因為父母希望她成為「一直帶著如花盛開一般爽朗笑容的女子」（咲在日文中是表示花開的動詞，在古漢語中是笑的異體字）。
- 有一個小8歲的妹妹。[10]
- 是東方神起和GLAY的歌迷。因欣賞GLAY樂團bass手Jiro，亦學過bass。
- 是日本職棒中日龍隊的球迷。[11]在2011年3月25日名古屋巨蛋舉行的中日龍與廣島的職棒開幕戰中，擔任開球嘉賓。[12]但後來因311大地震取消。2012年3月30日再度決定擔任開球嘉賓。
- 愛犬的名字叫「Tee（ティー）」。
- 2015年取得水上摩托車駕照。[13]
- 在《洒落主義》節目中表示和長澤雅美為好友，兩人亦曾一起過年。

### 戀情婚姻
2014年，因拍攝電視劇《戦力外捜査官〜SPECIAL》，而與放浪兄弟主唱TAKAHIRO傳出戀情，並數度被週刊報導，雙方事務所出面否認交往，武井事務所甚至單方面表示兩人不會再見面，但武井表示兩人關係良好。2017年9月1日，兩人聯合發布親筆聲明，雙方交往兩年半，已於9月1日結婚入籍，武井當時已懷有3個月的身孕，2018年3月，誕下一女。2022年3月，誕下次女。

## 戲劇演出

### 連續劇
| 日本首播／播放日期           | 中文劇名                    | 電視台     | 角色名稱                                   |
| ---------------------------- | --------------------------- | ---------- | ------------------------------------------ |
| 2009年8月1日－9月26日        | 粉紅系男孩～夏～            | 富士電視台 | 橘久利子                                   |
| 2009年10月13日－11月3日      | 粉紅系男孩～秋～            | 富士電視台 | 橘久利子                                   |
| 2009年12月8日－2010年1月19日 | 詐欺遊戲2（第5回—最終回）   | 富士電視台 | 佐伯比呂佳                                 |
| 2010年7月8日－9月16日        | GOLD                        | 富士電視台 | 早乙女晶                                   |
| 2011年1月17日－3月28日       | 教我愛的一切                | 富士電視台 | 佐伯光                                     |
| 2011年4月24日－7月3日        | 明日香工高進行曲            | 朝日電視台 | 吉野直（初主演）                           |
| 2012年1月8日－12月23日       | 平清盛                      | NHK        | 常盤御前                                   |
| 2012年4月26日－6月14日       | W的悲劇                     | 朝日電視台 | 和辻摩子/倉澤五月 （一人飾演兩角）（主演） |
| 2012年7月10日－9月18日       | 無法呼吸的夏天              | 富士電視台 | 谷崎玲（主演）                             |
| 2012年10月10日－12月19日     | 東京全力少女                | 日本電視台 | 佐伯麗（主演）                             |
| 2013年4月12日－6月7日        | 天氣姐姐                    | 朝日電視台 | 安倍晴子（主演）                           |
| 2013年10月14日－12月23日     | 海上診療所                  | 富士電視台 | 戶神真子                                   |
| 2014年1月11日－3月15日       | 戰力外搜查官                | 日本電視台 | 海月千波（主演）                           |
| 2014年7月17日－9月4日        | 零的真相～監察醫·松本真央～ | 朝日電視台 | 松本真央（主演）                           |
| 2014年10月21日－12月23日     | 全部成為F                   | 富士電視台 | 西之園萌繪（與綾野剛雙主演）               |
| 2015年7月9日－9月10日        | 年齡騷擾                    | 朝日電視台 | 吉井英美里（主演）                         |
| 2016年1月13日－3月16日       | Fragile                     | 富士電視台 | 宮崎智尋                                   |
| 2016年7月12日－9月20日       | 毫不保留的愛                | TBS        | 栗原未亞（主演）                           |
| 2016年9月24日－2017年2月25日 | 忠臣藏之戀~第四十八個忠臣   | NHK        | 月光院 (きよ)（主演）                      |
| 2017年4月17日－6月26日       | 貴族偵探                    | 富士電視台 | 高徳愛香                                   |
| 2017年7月20日－9月14日       | 黑色筆記本（銀座夜女王）    | 朝日電視台 | 原口元子（主演）                           |
| 2017年10月15日－12月         | 現在開始威脅你              | 日本電視台 | 金坂澪（與藤岡靛雙主演）                   |

### 單發電視劇
- 2011年9月3日 毛骨悚然撞鬼經驗 - 同學會的通知 （富士電視台）- 飾 小山今日香（主演）
- 2013年9月23日 金田一耕助VS明智小五郎（日语：金田一耕助VS明智小五郎#テレビドラマ） （富士電視台）- 飾 初惠
- 2013年9月29日 The Partner 〜給摯愛的百年朋友〜 （TBS電視台） - 飾 大岩茜
- 2015年3月21日 戦力外捜査官〜SPECIAL（日本電視台） - 飾 海月千波（主演）
- 2021年1月7日  黑色筆記本～拐帯行～ - 飾 原口元子（主演）
- 2024年1月3日 松本清張特別劇「顏」（朝日電視台） - 飾 井野聖良（主演）

### 電影
- 櫻之園（2008年） - 飾 水田真紀
- 愛與誠（日语：愛と誠#映画（角川・東映版））（2012年） - 飾 早乙女愛（主演）
- 浪客劍心（2012年） - 飾 神谷薰
  - 浪客劍心 京都大火篇（2014年8月1日）
  - 浪客劍心：傳說的最後時刻篇（2014年9月13日）
  - 神劍闖江湖 最終章 The Final（2021年4月23日）[16][17]
  - 神劍闖江湖 最終章 The Beginning（2021年6月4日）[18]
- 今日開始談戀愛（2012年12月8日） - 飾 日比野椿（主演）
- 蠟筆小新：大對決！機器人爸爸的反擊（2014年4月19日） - 聲演 段段原照代
- CLOVER（2014年11月1日） - 飾 鈴木沙耶 （主演）
- 火星異種（2016年4月29日） - 飾 秋田奈奈緒[19]
- 電影版妖怪手錶：飛天巨鯨與兩個世界的大冒險喵！（2016年12月17日，東寶） - 飾 木下紗枝（真人部分）

### 微電影
- 連續短篇《Laundry Snow》「朝篇」、「夜篇」（2017年7月7日） - 與高橋一生[20]

## 電視節目

### 固定節目
- 奇蹟體驗！unbelievable（日语：奇跡体験!アンビリバボー）（2010年4月22日 - 2011年2月24日，富士電視台） - 隔週固定嘉賓

### 對談節目
- 我們的時代（2016年6月12日，富士電視台） - 與剛力彩芽、忽那汐里對談

### 紀實特集
- K-POP&韓国ドラマ…スターが生まれる場所〜武井咲・ヨンア韓流ルーツへの旅〜（2011年6月26日，BS日本） - 旁白
- 武井咲19歳の休日・韓国ひとり旅〜密着!素顔に戻った3日間〜（2013年7月20日，BS日本） - 旁白、主持訪問（與金秀賢）
- 武井咲21歳の好奇心〜アメリカ西海岸 エンターテイメントの聖地へ〜（2015年2月14日，BS日本） - 旁白[21]
- 武井咲のフィレンツェ紀行〜時を超えて愛される美しき街へ〜（2015年11月21日，BS富士） - 旁白[22]

## 音樂作品

### 單曲
- 单曲《恋スルキモチ》(戀愛心情)（2011年12月14日發售）

## 雜誌
- Seventeen（集英社，2007年2月號 - 2012年10月号）專屬模特兒

## 電台主持
- 武井咲與柳田理科雄的廣播空想科學研究所（2010年10月3日 - 2014年3月30日，日本放送）
- 第一生命 武井咲「今日の一句」（2012年4月16日 - 2013年3月29日，FM東京）

## 出版物

### 寫真集
- 風の中の少女（2010年10月28日發售）
- Plumeria（2011年6月22日發售）
- 武井咲 Photobook《BLOOM》（2015年6月6日，KADOKAWA）ISBN 978-4047319431[23]

### MOOK
- 武井咲マガジン（2012年9月1日、マガジンハウス）ISBN 978-4838787180

### DVD
- 第11回全日本国民的美少女コンテスト 国民的美少女2006（イーネット・フロンティア 2006年11月15日發售）

## 獎項
| 年分   | 獎項名稱                           | 獎項                             | 作品           |
| ------ | ---------------------------------- | -------------------------------- | -------------- |
| 2006年 | 全日本國民美少女比賽               | 第11回模特兒部門賞、多媒體部門賞 |                |
| 2011年 | 第68回日劇學院賞                   | 最佳女配角                       | 教我愛的一切   |
| 2011年 | VOGUE JAPAN Women of the Year 2011 | 受賞                             |                |
| 2012年 | 第24回山路文子電影獎               | 新人女優獎                       | 愛與誠         |
| 2012年 | 第24回山路文子電影獎               | 新人女優獎                       | 浪客劍心       |
| 2012年 | 第25回日刊體育電影大獎             | 新人獎                           | 愛與誠         |
| 2012年 | 第25回日刊體育電影大獎             | 新人獎                           | 浪客劍心       |
| 2012年 | 第54回FECJ賞                       | 年度名人                         |                |
| 2013年 | 第38回エランドール賞（飛翔黃金獎） | 新人獎                           |                |
| 2013年 | 第37回日本電影金像獎               | 新人獎                           | 愛與誠         |
| 2013年 | 第37回日本電影金像獎               | 新人獎                           | 浪客劍心       |
| 2013年 | 第37回日本電影金像獎               | 新人獎                           | 今天開始談戀愛 |
| 2015年 | 第3回 JAPAN ACTION AWARS           | 最佳動作女演員                   | 浪客劍心       |

## 外部連結
- 武井咲的Instagram帳戶
- 武井咲 官網 （页面存档备份，存于）
- 武井咲 官方blog （页面存档备份，存于）
- YouTube上的武井咲 Emi Takei - 資生堂 Shiseido マキアージュ Maquillage